# Українські Соколи
Українські Соколи (англ. Ukrayins'ki Sokoly, Ukrainian Falcons) — пілотажна група Повітряних сил України. Була створена у 1995 і складалася з 6 МіГ-29 (5 МіГ-29 9-13 і 1 МіГ-29УБ). У 2002 група розформована.

## Історія

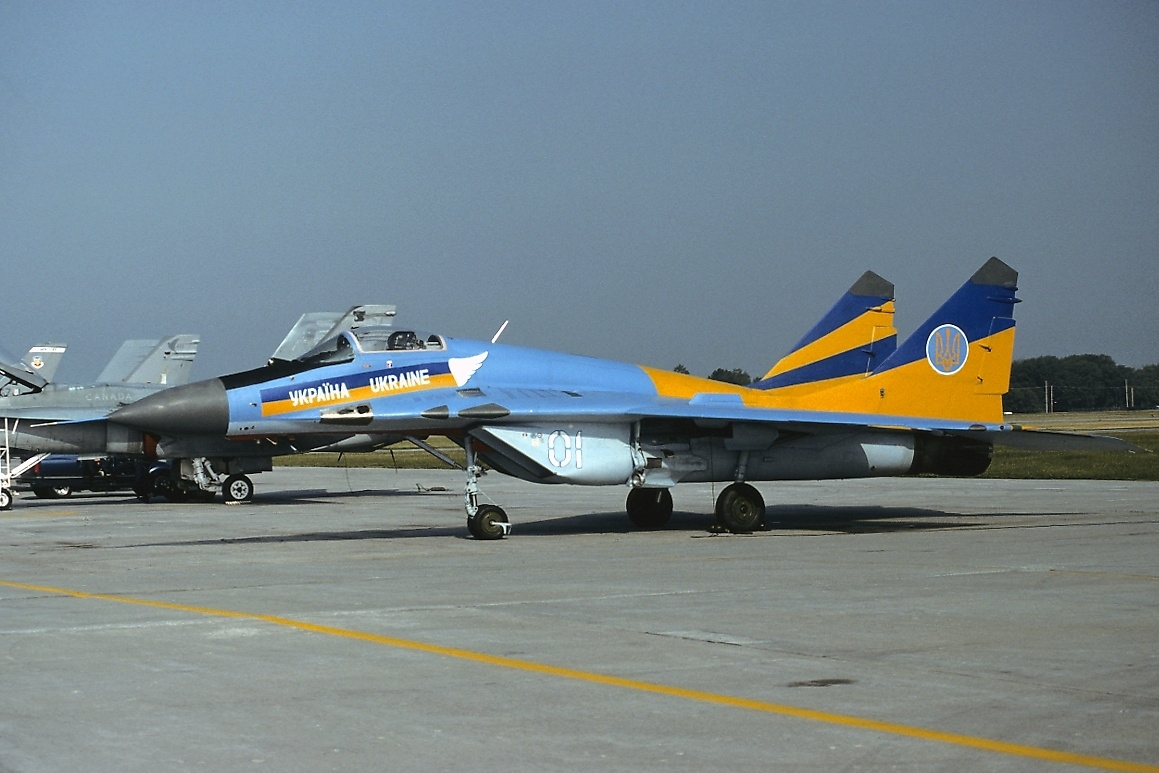
Український МіГ-29 «9-13» в демонстраційному окрасі під час візиту до Канади 1992 року

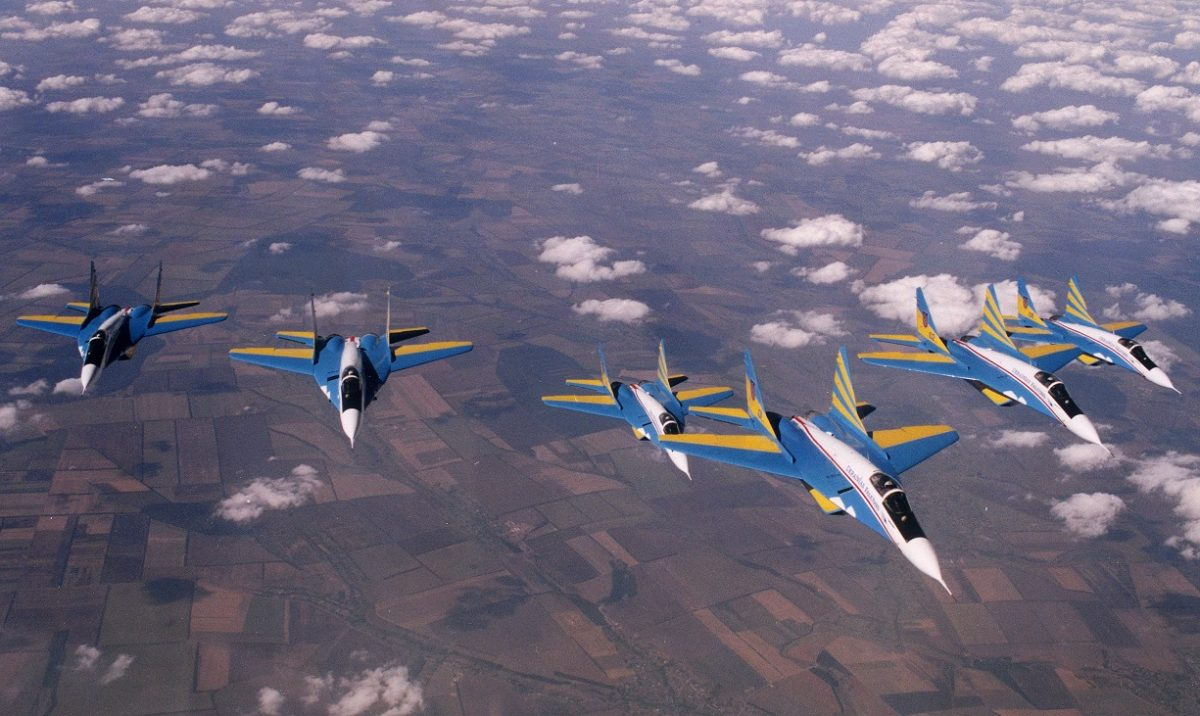
6 МіГ-29 «9-13» пілотажної групи.

Ідея створення групи виникла 1992 року, коли відбулися демонстраційні сольні польоти українських екіпажів на двох винищувачах МіГ-29 9-13 (серійний № 2960707542), МіГ-29УБ (серійний № 50903030678) із складу 114 БрТА у містах Канади та США. Цей тур був присвячений Першій річниці Незалежності України та 100-річчю української діаспори у Канаді. Український льотчик-випробувач 1 класу, полковник Віктор Россошанський був одним з учасників авіаційного турне винищувачів Збройних Сил України по Канаді і США в 1992 р. Разом з Героєм Радянського Союзу, заслуженим льотчиком-випробувачем Володимиром Кондауровим він підготував дві групи українських військових льотчиків для демонстрації вищого пілотажу на літаках МіГ-29.
Пілотажники побачили виступи пілотажних груп ВПС США «Грозові птахи» на літаках F-16 і ВМС США «Блакитні ангели» на літаках F/A-18A, F/A-18B. Від ідеї до створення пілотажної групи у ВПС України минуло багато часу. Потім постало питання місці її дислокації: Миргород — 831 БТА[джерело?]) чи Кіровське. Рішення про створення пілотажної групи «Українські соколи» у Кіровському, на базі льотно-випробувального комплексу Державного авіаційного науково-іспитового центру Збройних сил України ухвалено восени 1995 р.
До першого складу пілотажної групи «Українські соколи» увійшли льотчики-випробувачі: Віктор Россошанський, Сергій Дудкін, Павло Корольов, Сергій Ковальов, Володимир Топонар, Едуард Сотніков, у кожного з них за плечима був солідний наліт і з десяток освоєних типів літаків. За підрахунками економістів, кожен з них «коштував» щонайменше $5 млн, саме в таку суму статистично оцінювалася підготовка одного льотчика-випробувача. Командиром групи було призначено полковника Віктора Россошанського, який був серед льотчиків найстарший і мав найбільший досвід — налітав майже 2,5 тис. годин (іншими словами, 4 місяці свого життя провів у повітрі), освоїв понад 40 типів різних літальних апаратів, одним з перших (у списку групи підготовлених йде, як № 54) «вчив» сідати на палубу авіаносця і злітати з неї корабельні винищувачі Су-27К (нині Су-33).
1996 року пілотажна група розпочала перші тренування на навчальних літаках L-39С. На початку літа 1996 р. «Соколи» пересіли на МіГ-29 і МіГ-29УБ і розпочали тренувальні польоти на бойових літаках. Влітку 1996 року у процесі відпрацювання пілотажної фігури «бочка» сталося зіткнення в повітрі літаків полковників Павла Корольова та Сергія Дудкіна і Віктора Россошанського (це був той самий МіГ-29УБ (серійний № 50903030678) із складу 114 БТА, що літав до Канади), в однієї машини було пошкоджено крило, а у другої — кіль. Майстерність і витримка льотчиків дозволила приземлити обидва літака.
Вперше група продемонструвала пілотаж на навчаннях «Серпень-96» четвіркою МіГ-29.
Схема фарбування літаків Міг-29 пілотажної групи «Українські соколи» розроблена Ляховим Валерієм. Варіантів було багато, проте керівник групи п-к В. Россошанський вибрав версію, у якій за його словами жовті промені допомагали в зміні смуги МіГ-29. Протягом декількох місяців Запорізький АРЗ на чолі з керівником — В.Каленовим, пофарбували літаки пілотажної групи.
9 травня 1997 Українські Соколи виконали виступ над аеродромом «Чайка» біля Києва. На той час у світі було лише 5 інших груп, що виступали на бойових літаках — «Буревісники» та «Блакитні ангели» (США), «Руські витязі» (Росія), «Стрижі» (Росія), «Небесні гусари» (Росія). Решта пілотажних груп виступали на навчально-бойових літаках (НБЛ). Варто зазначити, що попри те, що машини класифікувалися, як НБЛ, проте використовувалися, як бойові (МВ-339 групи «Фрече Триколорі» в 1982 р. воювали, як штурмовики, на Фолклендах).
У липні 1997 група взяла участь у найбільшому військовому авіашоу Air Tattoo на базі Ферфорд.
У серпні виступили на двох заходах: в Севастополі на День Військово-Морських Сил України і в Києві — у першому масштабному авіаційному параді на аеродромі Чайка на честь Дня Незалежності.
26 березня 1998 року над аеродромом у Кіровському, де проводились тренувальні польоти «Українських соколів», різко змінились погодні умови — піднявся сильний боковий вітер, а злітно-посадкову смугу на очах затягував густий туман. Два винищувачі з трійки «соколів», які в той час були в небі, благополучно встигли сісти. Останнім, як найдосвідченіший, мав приземлитися Дудкін. На той час туман вже став настільки густим, що керівнику польотами, злітно-посадкову смугу взагалі не було видно і під час приземлення зазнав авіакатастрофи літак, пілотований полковником Сергієм Дудкіним, який загинув на літаку МіГ-29 9-13, бортовий номер 107.
Потрібно було відбирати нових кандидатів, і ними стали Михайло Лампік та Ігор Овчинніков. У тому ж 1998 р. вони почали тренуватися на місці крайніх у шістці. Свій перший публічний іспит в якості нових членів групи Лампік і Овчинніков склали під час навчань «Осінь-98». Імітація повітряного бою спільно з транспортним Ан-72 та комплекс фігур вищого пілотажу.
На початку червня 2001 році у місті Ізмір проходило міжнародне авіашоу, присвячене 90-річчю ВПС Туреччини. Україну на ньому представляли «соколи» і «соліст» Федір Тищук на винищувачі Су-27. Особливе захоплення пілотажем «соколів» висловили Головком ВПС Франції, який свого часу сам літав у пілотажній групі «Патруль де Франс» та Румунії, який був згоден на будь-які умови, щоб побачити нашу пілотажну групу на аналогічному святі у своїй країні в серпні того ж року.
Відзначив «Українських соколів» і командир «Турецьких зірок».
У вересні 2001 року «Соколи» вперше в один день виконали відразу два демонстраційних польоти — над набережною Дніпра в Кременчуці і над військовим аеродромом в Полтаві на День міста.
Крайній раз «Соколи» піднялися в небо 5 жовтня 2001 в Криму, він пройшов над аеродромом поблизу міста Саки і був присвячений пам'яті військового палубного льотчика Росії № 1 Тимура Апакідзе.

### Скнилівська трагедія
27 липня 2002 року на Скнилівському аеродромі проводилося святкування, присвячене 60-річчю 14 АК ВПС України. Фігури вищого пілотажу на Су-27УБ виконував досвідчений екіпаж пілотів першого класу групи «Українські соколи» полковники Володимир Топонар і Юрій Єгоров. Унаслідок падіння винищувача Су-27УБ у натовп глядачів загинуло 77 осіб (серед них 28 дітей) і постраждало близько 250 людей.

### Реформи за Ющенка

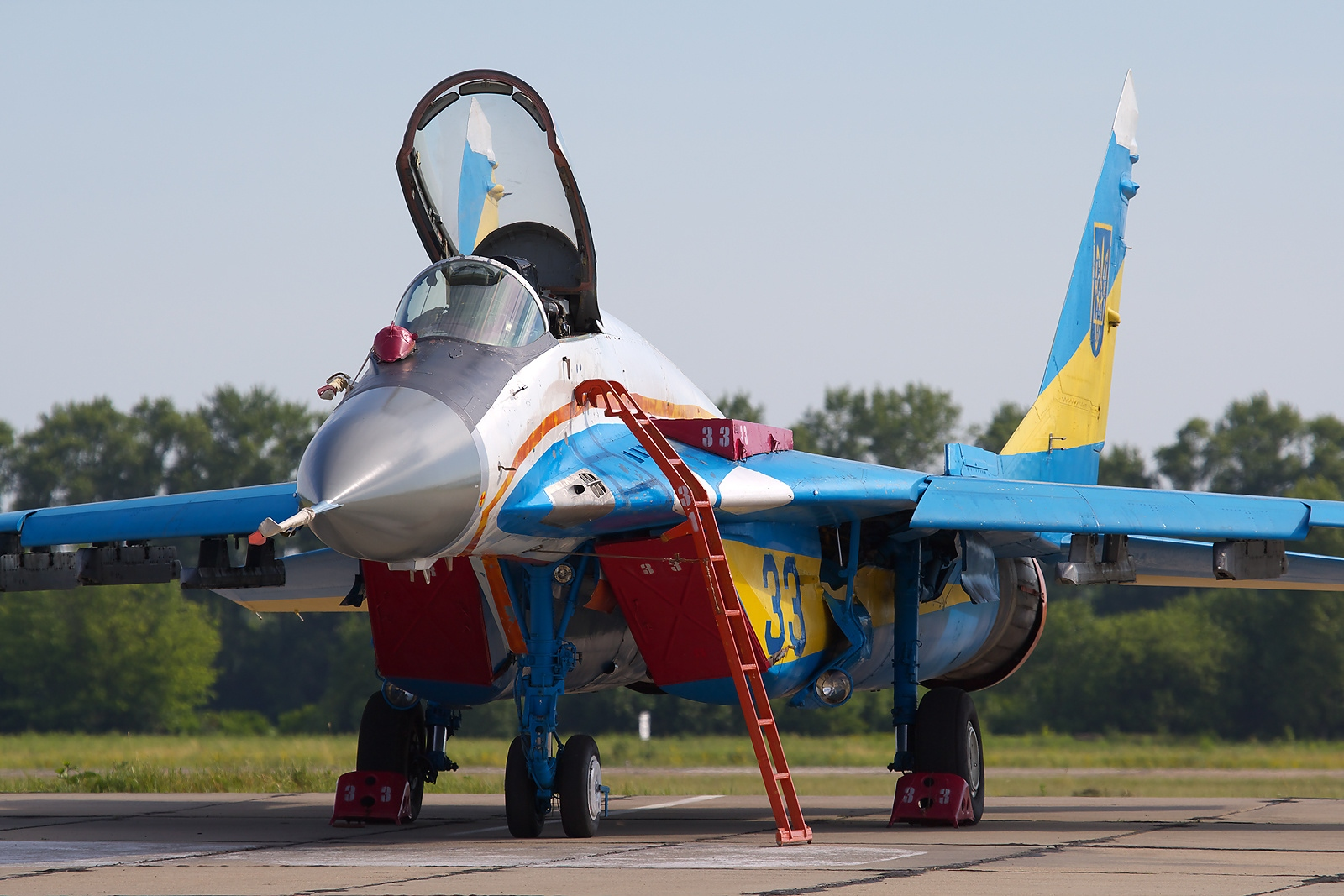
Український МіГ-29 «9-13» в окрасі Українських Соколів під час параду Незалежності у 2009 року

17 квітня 2008 року тодішній президент України Віктор Ющенко запропонував Кабінету Міністрів України у тримісячний термін розробити програму із відновлення діяльності пілотажної групи «Українські соколи».
10 січня 2009 року Віктор Ющенко підписав указ про введення в дію рішення РНБО України від 26 вересня 2008 року «Про невідкладні завдання з підвищення обороноздатності України» в якому, зокрема, говориться — «затвердити до кінця 2009 року державну цільову програму створення пілотажної групи „Українські соколи“».
У серпні 2009 рік 2 МіГ-29 9-13 (№ 31 (№ 2960731638) і № 33 (№ 2960731642) зі складу 40 БрТА і 1 МіГ-29 9-13 (№ 09 — машина зі складу 114 БрТА були перефарбовані у подібну машинам Соколів схему забарвлення і, взяли участь у військовому параді в Києві до Дня Незалежності України. Пізніше в подібну кольорову схему був перефарбований МіГ-29УБ № 91 з 40 ТАК, однак це не означало відновлення групи. Управляли ними льотчики зі стройових частин, що не мали досвіду польотів у складі ГВП і машини були повернуті назад у частини, до яких приписані.

### Реформи за Януковича

Л-39 для «Українських соколів»

У 2010 році Віктор Янукович заявив про намір відновити пілотажну групу «Українські соколи».
Вже в 2011 році в рамках підготовки до проведення військового параду з нагоди 20-річниці Незалежності України, на вітчизняних авіаремонтних підприємствах було модернізовано та пофарбовано в кольори «Українських соколів» 5 навчально-тренувальних літаків Л-39. Трохи пізніше у бригаду тактичної авіації, що розташована у Миколаєві, надійшли п'ять нових літаків Л-39, з яких планувалося сформувати відновлену пілотажну групу «Українські соколи». Проведення військового параду з нагоди святкування 20-річчя Незалежності України було скасовано і польотів не було.
Відновлення групи знову не відбулося як і при Ющенку. Пізніше заяв про відновлення пілотажної групи не було.

## Літаки
Пілотажна група використовувала 6 МіГ-29 9-13 з бортовими номерами 101, 102, 103, 104, 105, 106, 107, 108 та 1 МіГ-29УБ з бортовим номером 104/111.
З 2002 року літаки «Соколів», більшість з яких були випущені в 1990 році, знаходились на аеродромі Кіровське на зберіганні. В 2012 році МіГ-29УБ б/н 111 пройшов ремонт на ЛДАРЗі, отримав піксельний камуфляж та новий б/н 90 (білий). На даний час вказаний літак знаходиться в складі 40 БрТА.
Весною 2014 року, після захоплення військами РФ аеродрому Кіровське, літаки МіГ-29 були розміщені на злітній смузі аеродрому з метою її блокування. В травні того ж року всі винищувачі з Кіровського, в тому числі 7 бортів «Українських соколів» б/н 101—106, 108, були вивезені вантажними автомобілями на аеродром Кульбакіно. Борт 103 отримав номер 05, а 101 — 06. Наприкінці липня 2018 року ЛДАРЗ передав 2 МіГ-29МУ1 з бортовими номерами 07 та 08, які раніше були «Соколами» 105 та 104.

## Склад групи
- Россошанський Віктор Андрійович
- Дудкін Сергій Олексійович
- Павло Корольов
- Сергій Ковальов
- Володимир Топонар
- Едуард Сотніков
- Лампік Михайло Михайлович
- Ігор Овчинніков

## Галерея

Схема окрасу варіант 1
Схема окрасу варіант 2
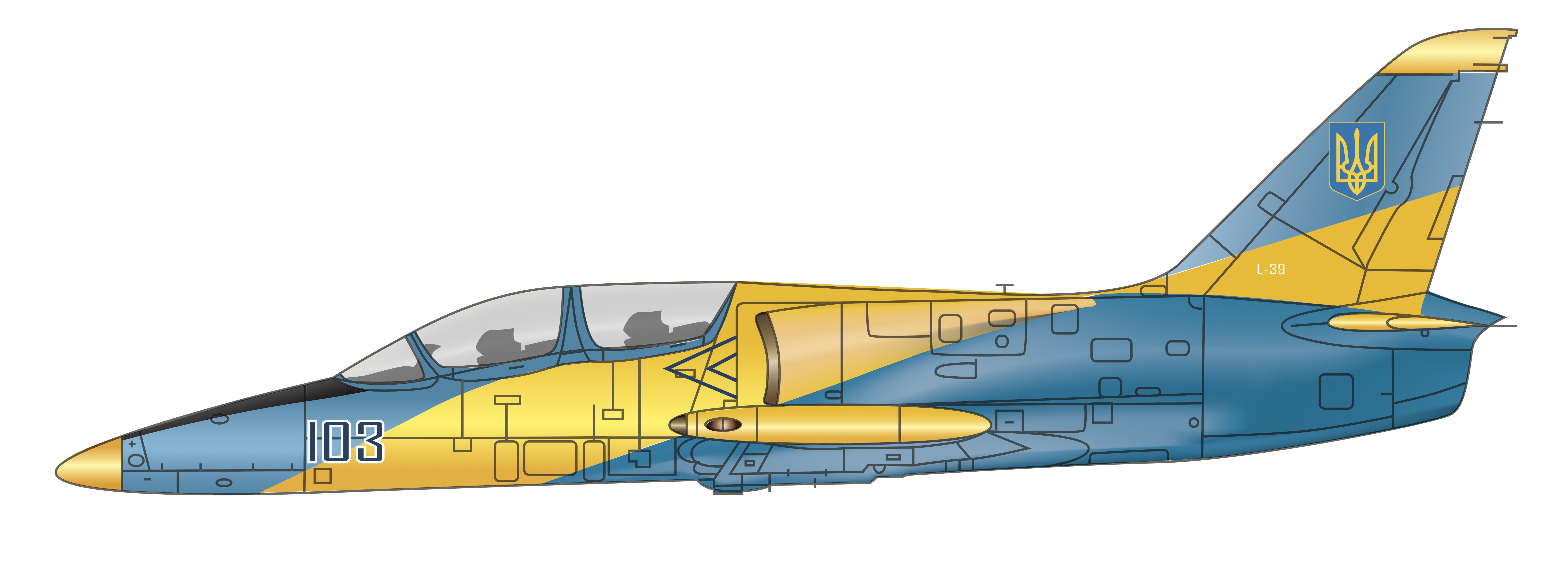
Л-39M1 40-ї бригади тактичної авіації